# Gemma Donati

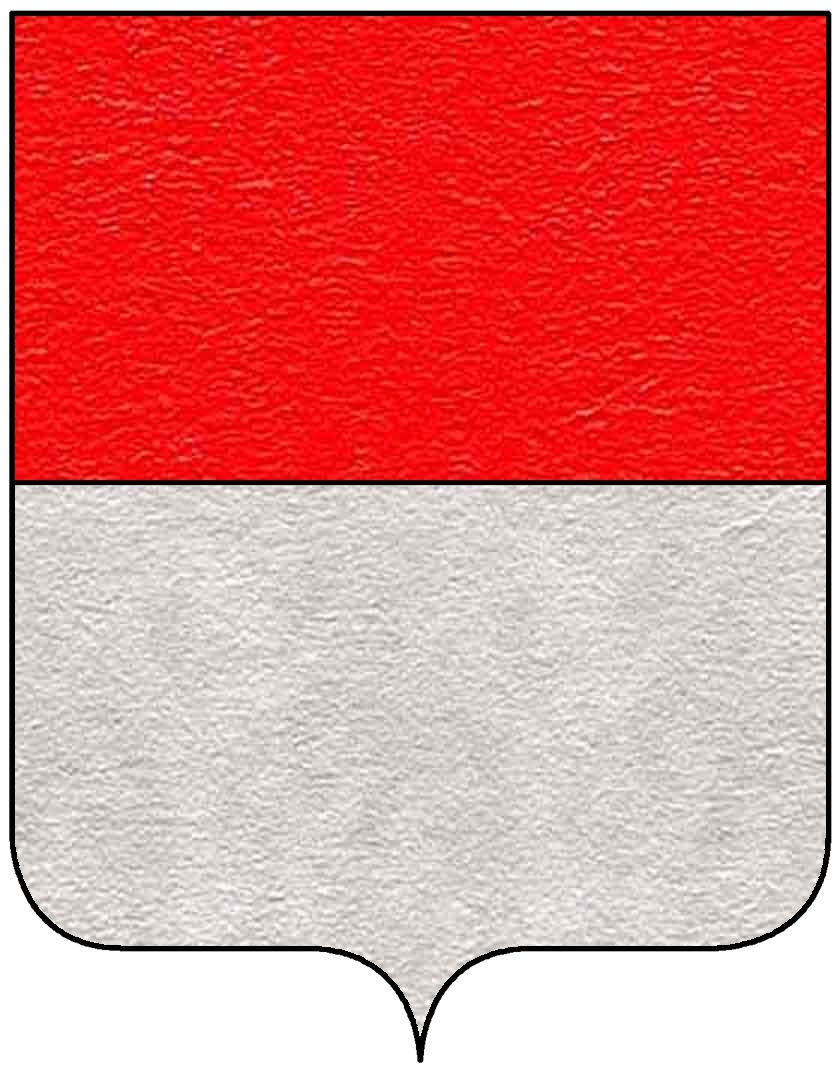
Stemma dei Donati

Gemma Donati (Firenze, 3 marzo 1267 circa – Firenze, tra il 1333 e il 1342) è stata la moglie di Dante Alighieri.

## Biografia
Non si sa quasi nulla della sua vita, nemmeno la data esatta di nascita o di morte. Le notizie sulla moglie di Dante sono circoscritte intorno alla famiglia d'origine, la nobile casata dei Donati: Gemma, infatti, era figlia di ser Manetto e cugina di Corso, Forese e Piccarda Donati, e di Maria, morta nel 1315. Fu presto legata da un "instrumentum dotis" 9 febbraio 1277, ritrovato in un atto rogato a Firenze nel 1329 dove Gemma richiedeva indietro il patrimonio immobiliare del defunto marito, comprensivo della dote pagata dal padre anni prima a Dante, figlio di Alighiero degli Alighieri, presso il notaio ser Oberto Baldovini.
La sua dote era di 200 fiorini piccoli, circa 12 fiorini d'oro, dote irrisoria, che ci dice quanto fossero poco consistenti le sostanze di Alighiero o, come probabile, dei suoi eredi.
La giovane sposò Dante dopo alcuni anni, attorno al 1285 (smentita la tesi del matrimonio tardivo sostenuta da alcuni storici), e gli diede - secondo la biografia di Dante scritta da Boccaccio - tre figli, due maschi e una femmina:  Iacopo e Pietro, commentatori dell'opera paterna; Antonia. Un quarto figlio di Dante, Giovanni, parrebbe non essere figlio di Gemma ma di una relazione precedente il loro matrimonio, forse con una donna di Lucca. Giovanni è attestato con certezza da due documenti, entrambi scoperti da Renato Piattoli rispettivamente nel 1921 e nel 1940: un atto notarile stipulato a Lucca il 21 ottobre 1308 nel quale Giovanni è testimone a un accordo tra alcuni mercanti lucchesi e una società fiorentina, e un documento di un notaio fiorentino recante la data del 20 maggio 1314. Un dettaglio decisivo a favore della nascita illegittima "è che né i testimoni meglio informati come Boccaccio o Leonardo Bruni, e neppure i figli di Dante, Pietro e Jacopo, fanno il minimo accenno a un terzo figlio maschio: logico quindi pensare a un primogenito illegittimo. Se invece Giovanni fosse stato legittimo, qualunque biografo avrebbe volentieri rettificato il numero e il nome dei figli maschi del poeta. Il fatto che nei documenti Giovanni compaia con il nome del padre non suggerisce una legittimità ma semmai una legittimazione tardiva, un riconoscimento di paternità che tuttavia non lo rendeva legittimo agli occhi della famiglia e dei biografi, che si limitano a considerare solo i figli avuti dalla moglie. Giovanni morì probabilmente prima del 1332, visto che il suo nome non compare nelle divisioni ereditarie che si avviano in quell’anno."
Non ci sono nell'opera di Dante allusioni dirette ed esplicite alla moglie. Come hanno notato Monaldi & Sorti, non è forse un caso che l'unica occorrenza della parola "gemma" nella Divina Commedia sia collegata con il tema delle nozze: in Purg. V, 136: "disposando m’avea con la sua gemma".
Non si sa nulla delle vicende coniugali della coppia, né tantomeno della vita di Gemma: incerte e dubbiose sono le critiche impietose date dal Boccaccio nel suo Trattatello in laude di Dante, e ancor di più quelle fornite dal letterato ottocentesco Vittorio Imbriani. Marco Santagata, rimanendo neutrale, sottolinea però che Dante manifestò sempre un particolare affetto verso alcuni membri della famiglia della moglie, nonostante il ruolo che i Donati ebbero nell'esiliarlo. Lo stesso Santagata in Le donne di Dante afferma:
Santagata, per altro, ipotizza che nella canzone Tre donne intorno al cor mi son venute, il "bel segno" che la lontananza aveva sottratto ai suoi occhi e il cui desiderio è "foco", non sia altri che Gemma, nei versi successivi, infatti, il poeta parla di una colpa che si estingue con il pentimento. Se, dunque, Santagata, avesse correttamente interpretato questo passo, Dante avrebbe infranto il tabù medievale, per cui la poesia dovrebbe trattare solo di amore per donne sposate con altri.
Alla morte di Dante, si sa che Gemma era ancora viva: nel 1329 ella reclamò presso le autorità fiorentine, infatti, la parte della sua dote dai beni confiscati al marito. Nel novembre 1332 Iacopo Alighieri e Foresino Donati, vendendo per saldare un vecchio debito del padre alcuni appezzamenti di terra che si trovavano a Pagnolle, promettevano che Gemma e i suoi figli Antonia e Pietro avrebbero ratificato la vendita. Nel successivo 1333 Gemma istituì un procuratore per richiedere davanti al giudice sui beni dei ribelli i frutti della sua dote per quell'anno. In un atto notarile del 9 gennaio 1343 Gemma è ricordata come già defunta.

## Cinema, TV, teatro
Nel film Dante di Pupi Avati (2022), il personaggio di Gemma è stato interpretato da Erika Blanc. In Vita di Dante (Rai 1965), unica serie televisiva mai realizzata su Dante Alighieri, nel ruolo di Gemma recitò Ileana Ghione. A teatro, nella tournée Shakespeare racconta Dante (2024) Giuseppe Pambieri in duo con la figlia Micol, e Mariano Rigillo con Anna Teresa Rossini, hanno dato vita a «Disposando m’avea con la sua Gemma», quadro di vita coniugale tra Dante e Gemma (narrato utilizzando scene di drammi shakespeariani), che è confluito poi in un lungometraggio RAI.